# Risen 2: Dark Waters
Risen 2: Dark Waters is een actierollenspel ontwikkeld door Piranha Bytes en uitgegeven door Deep Silver. Het spel kwam in Europa op 27 april 2012 uit voor Windows. De versies voor de PlayStation 3 en Xbox 360 zijn geporteerd door Wizarbox en kwamen na tweemaal uitgesteld te zijn op 3 augustus 2012 uit. Het is het het vervolg op Risen en het tweede spel in de Risen-serie. In 2014 is het vervolg Risen 3: Titan Lords uitgekomen.

## Systeemeisen
| Minimum systeemvereisen    |                                                     |
| Besturingssysteem          | Windows XP SP2                                      |
| Processor                  | Dual core op 2,1 GHz                                |
| Werkgeheugen               | 2 GB                                                |
| Videokaart (videogeheugen) | AMD Radeon 3870 of NVIDIA GeForce 8800 GTX (512 MB) |
| Geluidskaart               | DirectX-compatibel                                  |
| Vrije opslagruimte         | 5,5 GB                                              |

| Aanbevolen systeemeisen    |                                                  |
| Besturingssysteem          | Windows XP SP3, Windows Vista SP1, Windows 7     |
| Processor                  | Dual core op 3 GHz                               |
| Werkgeheugen               | 4 GB                                             |
| Videokaart (videogeheugen) | AMD Radeon 4890 of NVIDIA GeForce GTX 260 (1 GB) |
| Vrije opslagruimte         | 8 GB                                             |